# The Black Halo
Albums de Kamelot
Epica (album)
(2003) Ghost Opera
(2007)
The Black Halo est le septième album du groupe Kamelot sorti en 2005.
L'album est sorti en vinyle au printemps 2009, en même temps que Ghost Opera (2007),.

## Conception
Il s'agit d'un concept album, inspiré de Faust de Goethe, s'inscrivant comme suite de l'album précédent Epica. Shagrath de Dimmu Borgir et Simone Simons d'Epica y prêtent leur voix sur quelques chansons.

## Personnages
Ariel (Roy Khan)
- Ariel est un jeune alchimiste, tourmenté par un perpétuel questionnement. Il a été déçu par les limites de la Science et de la Religion pour répondre à ses questions, et cherche la Vérité universelle. Il estime que cette Vérité est la seule chose qui peut faire de sa vie quelque chose d'utile. Dans l'album précédent, Epica, à la suite d'un pari avec Dieu, Mephisto apparaît à Ariel et lui propose un accord que le jeune homme, aveuglé par sa soif de Vérité, accepte. En vertu de cette entente, Mephisto s'engage à aider Ariel dans sa quête de vérité et de savoir, avec l'aide de ses pouvoirs. En échange, s'il devait arriver un instant où Ariel serait si satisfait qu'il désirerait vivre cet instant pour toujours, Mephisto gagnerait son âme.

Depuis la mort d'Helena, Ariel est accablé par le chagrin et la culpabilité, et reste dans un état de faiblesse.
Helena (Mari Youngblood)
- Helena et Ariel ont grandi ensemble, et elle est le seul véritable amour d'Ariel. Elle représente pour le jeune homme l'innocence et tout ce qui est pur et bon. Dans le précédent album, Helena part à la recherche d'Ariel, parti dans le vaste monde à la recherche de la vérité, et le retrouve alors qu'il vient de conclure le pacte avec Mephisto (ce qu'elle ignore.). Ils passent un certain temps ensemble, mais Ariel décide de reprendre sa quête et quitte Helena, afin qu'elle reste pure et innocente. Désespérée, cette dernière choisit de mettre fin à ses jours en se noyant, tuant du même coup l'enfant qu'elle avait conçu avec Ariel et dont tous deux ignoraient l'existence. Désormais elle veille sur Ariel depuis le Paradis.

Mephisto (Shagrath)
- Mephisto était l'un des archange de Dieu. Lorsque Dieu ordonna à tous les anges de s'incliner devant l'humanité, Mephisto refusa, en proclamant que sa loyauté est à Dieu seul. Pour cela, il a fut chassé du Paradis. Il apparaît sous différentes formes et apparences, il est imprévisible et trompeur. Il aspire désespérément à être aux côtés de Dieu à nouveau - c'est ce qui entraîne les événements décrits dans Epica. L'archange déchu parie alors avec Dieu qu'il peut prétendre à l'âme d'Ariel, l'homme préféré de Dieu. S'il gagne son pari, il peut entrer à nouveau au Paradis; mais s'il échoue, il est condamné à l'Enfer pour l'éternité. Après avoir conclu cet accord, Mephisto persuade Ariel qu'il peut l'aider sur le chemin de sa quête. Après cela, tout ce que Mephisto a à faire pour réclamer l'âme d'Ariel, gagner son pari et réintégrer le Paradis, est d'attendre le moment où Ariel sera entièrement satisfait.

Marguerite (Simone Simons)
- Marguerite est une jeune et jolie jeune fille vivant dans la ville où se déroule la fin de l'album Epica et où commence The Black Halo. Marguerite possède une voix et une apparence physique très semblable à Helena, et Mephisto va s'en servir pour tenter de corrompre Ariel.

## Liste des chansons
1. March Of Mephisto - 5:28
2. When The Lights Are Down - 3:41
3. The Haunting (Somewhere In Time) - 5:40
4. Soul Society - 4:17
5. Interlude I (Dei Gratia) - 0:57
6. Abandoned - 4:07
7. This Pain - 3:59
8. Moonlight - 5:10
9. Interlude II (Un Assassinio Molto Silenzio) - 0:40
10. The Black Halo - 3:43
11. Nothing Everdies - 4:45
12. Memento Mori - 8:54
13. Interlude III (Midnight- Twelve Tolls For A New Day) - 1:21
14. Serenade - 4:32

## Personnages
Crédits pour The Black Halo adaptés des notes de pochette.

### Membres du groupe
- Roy Khan – chanteur
- Thomas Youngblood – guitare
- Glenn Barry – guitare basse
- Casey Grillo – batterie

### Musiciens invités
- Synthétiseur et arrangement orchestral – Miro
- Guitare additionnelle – Sascha Paeth
- Solo de synthétiseur sur March of Mephisto et When the Lights Are Down – Jens Johansson
- Le personnage de Mephisto sur March of Mephisto and Memento Mori – Shagrath (Courtesy of Nuclear Blast)
- La chanteuse de cabaret sur Un Assassinio Molto Silenzioso – Cinzia Rizzo
- Le personnage de Marguerite sur The Haunting – Simone Simons (Courtesy of Transmission Records)
- L'huissier du théâtre et le maire de Gatesville – Geoff Rudd
- Le personnage de Helena sur Memento Mori et Abandoned – Mari Youngblood
- Le bébé de Helena sur Soul Society – Annelise Youngblood (la fille de Thomas Youngblood)
- La basse sur Abandoned – Andre Neygenfind
- Le hautbois sur  Memento Mori – Wolfgang Dietrich
- L'orchestre symphonique de Rodenberg
- La chorale : Herbie Langhans, Amanda Somerville, Michael Rodenberg, Gerit Göbel, Thomas Rettke and Elisabeth Kjaernes